# 부메랑

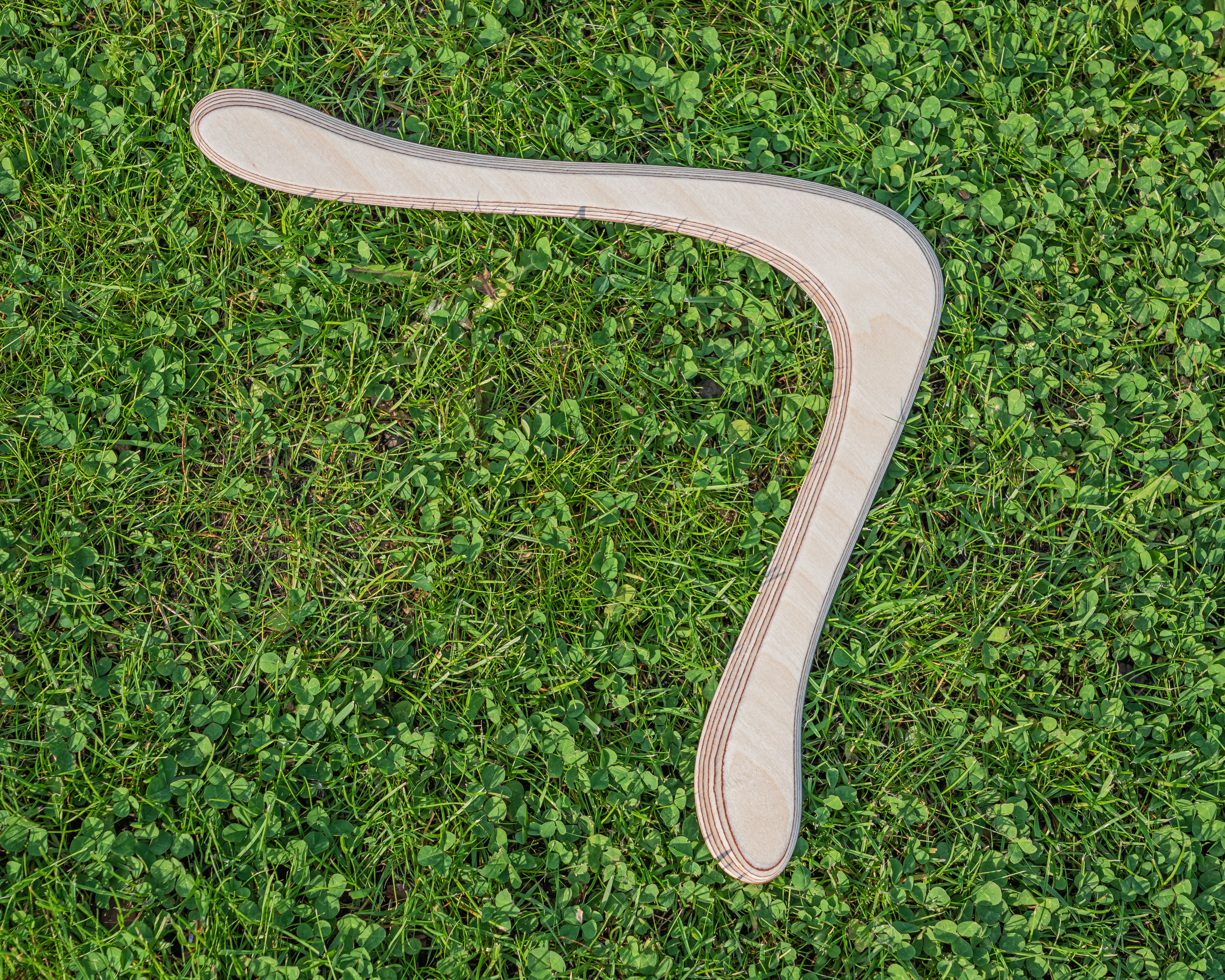
부메랑

부메랑(영어: Boomerang 부머랭[*])는 원시시대에 사용된 도구로서 나무로 만들어진다. 주로 투척무기로 사용되었으며, 투척 시 보다 멀리 날아갈 수 있도록 만들어졌다.
투척 후 원래 자리로 돌아온다는 인식이 있으며, 이로 인해 다시 돌아오는 것을 비유적으로 사용된다. 하지만 모든 부메랑이 원래 자리로 돌아오는 것은 아니며, 돌아오도록 특수 제작된 부메랑을 리터닝 부메랑이라고 한다.
여러 지역에서 사용되었지만 오스트레일리아의 원주민이 사용한 부메랑이 가장 유명하며, 오스트레일리아에 유럽인들이 유입되면서 전세계로 보급되어 현재는 스포츠 도구로 쓰이고 있다.

## 용도 및 분류
- 리터닝 부메랑

돌아오는 형태의 부메랑으로, 사람들에게 부메랑을 던지면 다시 돌아온다는 인식을 가지게 한 부메랑이다. 사실 돌아오는 특성을 가진 부메랑은 일반적인 부메랑이 아니라 특수하게 제작된 부메랑으로서, 무게가 가볍고 두께또한 얇으며, 날개에 홈이 파여서 양력을 잘 받을 수 있도록 제작되어 던지면 돌아올 수 있는 것이다. 주로 놀이용, 스포츠용으로 사용되고 있다.
- 사냥용/전투용

원시 사회에서 부메랑의 주요 용도였다. 리터닝 부메랑과는 달리 던지면 돌아오지 않고 목표물에 박히게 만들어졌으며, 최대한 멀리 날릴 수 있도록 만들어졌다.
- 비투척용

일반적으로 부메랑은 투척무기로 사용되어 왔으나 외형 상 구부러진 막대기의 형태를 띠고 있어서 타격무기, 악기, 삽, 불피우기 등 다양한 용도로 사용되어 왔다. 또한 호주에서는 장식용 부메랑을 기념품으로 판매하기도 한다.

## 원리
부메랑 중 투척 후 제자리로 돌아오는 리터닝 부메랑은 공기의 양력과 세차 운동을 이용하여 제자리로 돌아오게 된다.
리터닝 부메랑은 윗면이 약간 둥글고 아랫면이 편평하다. 이러면 부메랑을 던질 시 윗면이 아랫면보다 공기의 흐름이 빠르게 되며, 압력의 차이에 의하여 공기가 부메랑을 위로 밀치는 양력이 나타나게 된다.
또한 부메랑은 날아갈때 윗면과 아랫면이 받는 힘이 서로 반대가 된다. 윗면은 회전방향과 이동방향이 같으나 아랫면은 서로 다르며, 이로 인해 서로 받는 힘이 달라져서 균형이 깨지고 진행방향을 바꾸게 하는 세차운동이 작용한다.
이렇게 양력과 세차운동의 작용으로 리터닝 부메랑을 투척 후 큰 원을 그리며 다시 제자리로 돌아오게 되는 것이다.

## 역사
캥거루와 같은 동물에 부메랑을 던진 묘사 부분은 전 세계에서 가장 오래된 바위미술인 킴벌리 지역의 인디저너스 오스트레일리아 아트에 등장하며 최대 50,000년 된 것으로 짐작된다.
일반적으로 부메랑은 오스트레일리아에서 발견된 도구를 가리키지만 고대 이집트나 유럽에서도 부메랑과 비슷한 형태와 용도를 가진 도구가 발견된 적이 있다.
부메랑이 본격적으로 문명사회에 알려지기 시작한건 1804년 12월 시드니의 관보에 적힌 내용에 의해서였으며, 자세한 묘사와 비유를 통해 부메랑을 설명해 놓았다.
터키인의 시미터처럼 굽고 날이 선 나무 막대를 붕가리족 전사가 던졌는데, 투척 솜씨는 매우 정교했으며 투척력 또한 엄청났기에 우리 백인들은 놀라지 않을 수 없었다. 이 무기는 20~30 야드(18~27미터)를 날아간 뒤 공중에서 놀라운 속도로 방향을 전환해 적의 오른팔을 가격한 후 튕겨저 적어도 70~80야드(64~73미터)를 더 날아갔다. 적의 팔은 끔찍한 타박상을 입었으며 구경하던 이들 모두 그 솜씨에 감탄하였다.— The Sydney Gazette and New South Wales Advertiser, 23 December 1804

## 같이 보기
- 무술 무기 목록
- 캡틴 부메랑
- 차크람
- 전익기
- 원반 장난감
- 구기 건축
- 수리검
- 근접 무기